# 2022年3月中國大陸

## 3月1日
- 10时左右，九元航空广州飞往湖北的AQ1305航班因故备降湖南长沙黄花国际机场。[1]
- 北京冬残奥会召开新闻发布会，公布火炬传递路线。[2]

## 3月4日
- 2022年冬季残疾人奥林匹克运动会开幕式在北京国家体育场举行[3]。

## 3月8日
- 3月8日21时44分，兰州铁路局红会支线K60+807处货运列车机车因车祸坠桥，被困人员已被全部救出。[4]

## 3月11日
- 3月11日17时56分，在国道227线青海省祁连县峨堡镇段，一辆由峨堡岭开往西宁方向的货车衝向一個检查点，造成7人死亡，2人轻伤。[5]

## 3月12日
- 中国国家药监局批准五款新冠抗原自测产品正式上市。[6]

## 3月17日
- 中共中央總書記習近平主持召開中共中央政治局常委會，會上繼續要求「動態清零」，盡快遏制新冠疫情擴散蔓延勢頭。[7][8]
- 斗鱼主播直播拼多多砍价免费领手机，数万观众助力，砍到小数点后6位依旧未能成功。[9]

## 3月21日
- 搭載132名乘客的中国东方航空MU5735号班机在广西梧州坠机，机型为波音737-800。[10]